# Ermengol Alsina i Munné
Ermengol Alsina i Munné (Hermenegildo Alsina Munné) (Barcelona, 8 de novembre de 1889 — Barcelona, 1980). Enquadernador i fotògraf aficionat català. Va ser un relligador i enquadernador de prestigi, mestre d'Emili Brugalla, entre d'altres.

## Biografia
Va néixer al carrer de Ponent de Barcelona, fill de Josep Alsina i Tort, natural de Barcelona, i d'Antònia Munné i Campayó, natural de Cubelles.

## Treball d'enquadernació
El 1909, després d'haver estudiat a l'Escola de la Llotja, va guanyar una beca del Círculo Ecuestre de Barcelona, que li va permetre anar a París i viatjar per Alemanya i Londres. Les enquadernacions resultants d'allò après durant els dos anys que Alsina Munné va passar a l'estranger van ser exhibides i guardonades a la VI Exposició Internacional d'Art celebrada a Barcelona l'any 1911. Aquestes peces es conserven actualment a la Reserva de la biblioteca del Museu Nacional d'Art de Catalunya.
Alsina Munné va retornar a París, però el 1914 va tornar a Barcelona on va ser nomenat Mestre del Taller d'Enquadernació Artística de l'Escola d'Arts i Oficis i Bellas Arts de Barcelona, on va ser mestre d'un dels enquadernador més reconeguts del segle xx, Emili Brugalla. Va ser també director del Conservatori de les Arts del Llibre, secció de l'Escola d'Arts Aplicades de Barcelona, de l'any 1956 fins a la seva jubilació al voltant de 1959.

## Treball editorial
Entre 1911 i 1914, va ser editor artístic d'Editions d'Art H. Piazza, feina que reprendria novament el 1919, coincidint a partir de 1921 amb Brugalla, a qui Alsina va animar perquè anés a París per completar la seva formació.
Més tard, ja a Barcelona, ho va ser de l'editorial Domènech, també col·laborant com a il·lustrador, i amb la qual va editar la Biblioteca de Grandes Maestros. En la dècada de 1930, va ser director artístic de Gustau Gili, on va dirigir les edicions La Cometa i Armiño.

## Fotografia
Aficionat a la fotografia, va col·laborar també amb Gustau Gili realitzant les fotografies comercials per a l'editorial. A banda, el 1954 va publicar el llibre Historia de la fotografía. La seva obra fotogràfica es conserva a l'Arxiu Històric Fotogràfic de l'IEFC. El conjunt fotogràfic està format per més de dos mil imatges professionals, familiars i de paisatges, preses entre aproximadament entre les dècades de 1940 i 1960.